# Nicolás Villanueva
Nicolás Alejandro Villanueva (Mendoza, 26 de febrero de 1835 – 17 de julio de 1914) fue un político argentino, que ejerció como gobernador de la Provincia de Mendoza entre 1867 y 1870.

## Biografía
Era hijo del exministro unitario Nicolás Villanueva. Se educó en su ciudad natal y en Santiago de Chile.
En 1853, recién llegado de regreso a su provincia, fue presidente de la legislatura, por influencia de su padre. Redactó el periódico "El Constitucional" durante el resto de la década de 1850. Fue una firma apoyo del liberalismo que se expandía por el interior de la Confederación Argentina, emanado desde el rebelde Estado de Buenos Aires.
Durante los años que siguieron a la extensión del dominio porteño a partir de la Batalla de Pavón continuó siendo legislador provincial, y editó un proyecto para la constitución de la Provincia de Mendoza. En esos años y publicó un "Álbum de poesías, cuentos y pensamientos", que incluye trabajos suyos y del sanjuanino Ruperto Godoy.
A fines de 1866 estalló en la provincia la Revolución de los Colorados, tardía reacción del partido federal, que estalló ante la remisión de contingentes para la Guerra del Paraguay. Para uso provincial, los revolucionarios lanzaron manifiestos en que se quejaban del control de la legislatura y el poder ejecutivo exclusivamente por la familia Villanueva, que había llevado a la gobernación, sucesivamente, a sus parientes Carlos González y Melitón Arroyo.
Tras al fracaso de los federales, el gobernador Arroyo recuperó el gobierno, pero no pudo sostenerse en el poder. Reemplazado por Ezequiel García, este llamó a elecciones, en las que triunfó el más joven de los dirigentes del clan Villanueva.
Asumió como gobernador de Mendoza el 16 de octubre de 1867. Su candidatura fue impugnada porque la constitución establecía que el gobernador debía tener 35 años cumplidos. Pero sus partidarios tenían un completo control de la legislatura, lo que les permitió ignorar el cuestionamiento.
Durante su gobierno se volcó a favor del naciente Partido Autonomista Nacional y apoyó la elección y la presidencia de Domingo Faustino Sarmiento.
Tomó una serie de medidas simbólicas, como eliminar el apelativo de "don" de los documentos oficiales y la obligación de los peones de llevar en todo momento la papeleta de conchabo. Tuvo un serio conflicto por cuestiones de prerrogativas con el vicario del obispo de Cuyo en Mendoza, cuyo arresto ordenó. Desde la cárcel, este excomulgó al gobernador y prohibió a los curas párrocos de la provincia celebrar misa. En definitiva, el gobernador se vio obligado a retractarse, a cambio de que el obispo desautorizara la excomunión por haber sido emitida por un vicario y no por un obispo.
En octubre de 1870, cumplidos los tres años constitucionales de un gobierno tranquilo y pacífico – Mendoza no sufrió las últimas reacciones de los federales, que sacudieron al resto de Cuyo – traspasó el mando a su sucesor y pariente Arístides Villanueva.
Durante gran parte del resto de su vida se dedicó al periodismo y fue superintendente de escuelas de la provincia. En 1892 volvería a ocupar el cargo de gobernador de forma interina. Falleció en Mendoza en 1904.